# Qaraoğlan (Ağdaş)
Qaraoğlan è un comune dell'Azerbaigian situato nel distretto di Ağdaş. Conta una popolazione di 408 abitanti.